# Pseudoceto pickeli
Pseudoceto pickeli is een spinnensoort uit de familie van de spoorspinnen (Miturgidae).
De wetenschappelijke naam van de soort werd in 1929 gepubliceerd door Cândido Firmino de Mello-Leitão.